# Atila Turan
Atila Turan (Cheny, Francia, 10 de abril de 1992) es un futbolista turco que juega como defensa en el Çorum F. K. de la TFF Primera División.

## Trayectoria
Ha sido seleccionado juvenil francés logrando cupos en las categorías sub-16, sub-17 y sub-18. Turan juega como centrocampista izquierdo y además es capaz de jugar en defensa. El 3 de febrero de 2010 firmó su primer contrato profesional acordando un trato por tres años. Su debut profesional fue el 30 de julio en un partido por la Copa de la Liga de Francia contra el Guingamp y en que el Grenoble fue derrotado por 2-1. Su debut en la liga fue una semana después en la victoria por 1-0 sobre Le Havre.
El 29 de julio de 2011 es presentado como nuevo refuerzo del Sporting Clube de Portugal, con un contrato por cinco temporadas y con una cláusula mínima de contrato de 30 millones de euros.